# Víctor (emperador)
Flavio Víctor (en latín, Flavius Victor; m. 388) fue un emperador romano occidental desde 383/384 o 387 hasta agosto de 388. Era hijo del magister equitum per Gallias Magno Máximo, quien se proclamó emperador occidental tras asesinar a Graciano en 383. Tras ser reconocido por Teodosio I, Máximo elevó a Víctor como augusto en 383/384 o mediados de 387, lo que lo convirtió en coemperador junto a su padre. Máximo invadió Italia, en 387, para deponer a Valentiniano II, hermano y sucesor del difunto Graciano. Debido a la invasión del usurpador, Teodosio invadió el Imperio Romano de Occidente en 388. Este último derrotó a Máximo en dos batallas en Panonia, antes de aplastar a su ejército en Aquilea y capturarle. Máximo fue ejecutado el 28 de agosto de 388 y seguidamente Víctor, quien fue ejecutado en Tréveris por el general franco Arbogasto.

## Historia

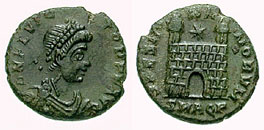
Numo de Aquilea con el retrato de Flavio Víctor.

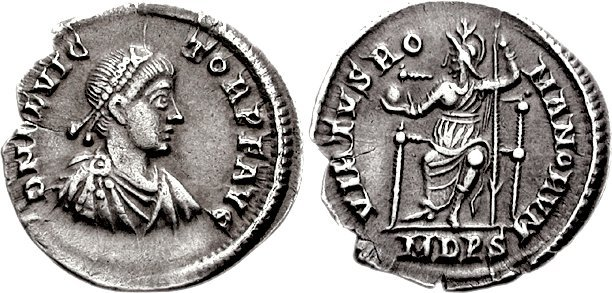
Siliqua con efigie de Flavio Víctor.

Flavio Víctor, nacido en fecha desconocida, era hijo de Magno Máximo, el magister equitum per Gallias y futuro usurpador del Imperio romano de Occidente. Este fue declarado emperador en julio de 383 mientras estaba en Britania, en oposición a Graciano. Máximo tenía control sobre Galia e Hispania, y fue reconocido por Teodosio I, el emperador romano de Oriente, como el verdadero emperador romano de Occidente.
Víctor fue elevado a augusto del Imperio romano de Occidente en 383/384 o mediados de 387, lo que lo convirtió en coemperador junto a su padre Magno Máximo. Se considera muy probable que Máximo tuviera la intención de establecer una dinastía, ya que el número de monedas acuñadas que mostraban la imagen de su hijo Víctor era incluso mayor que el número que llevaba las de él mismo.
Magno Máximo invadió Italia a finales de 387 para deponer a Valentiniano II, hermano de Graciano. Aunque obtuvo el control de la región, no logró capturar a Valentiniano, quien huyó a Tesalónica en el Imperio romano de Oriente. Una vez allí, este último envió múltiples llamamientos a Teodosio, aunque durante varios meses fueron ignorados. Finalmente accedió entonces a restaurar a Valentiniano II en el trono, aunque se discute el razonamiento de esto. Rufino dice que Valentiniano aceptó convertirse en ortodoxo, mientras que Eunapio dice que este le ofreció a su hermana, Gala, para que se casara con Teodosio, cuya esposa había muerto recientemente, a cambio de ayuda para recuperar el trono. 
La noticia de que Teodosio marchaba para invadir el Imperio romano de Occidente llegaron a fines de la primavera de 388, lo que llevó a Máximo a apresurarse en reunir una fuerza de defensa. Su ejército fue derrotado dos veces en Panonia, en Sisak y en Ptuj, antes de retirarse a Italia, donde fueron aplastados en batalla el 28 de agosto de 388, cerca de Aquilea. Durante este enfrentamiento, el propio Máximo fue capturado y rápidamente decapitado. Víctor, que todavía estaba en la Galia, fue ejecutado en Tréveris ese mismo mes por el general franco Arbogasto.